# Leonor de Nápoles, Duquesa de Ferrara
Leonor de Nápoles, também conhecida como Leonor de Aragão (em italiano:  Eleonora d’Aragona;; 22 de junho de 1450 — 11 de outubro de 1493) foi uma princesa napolitana que veio a ser duquesa de Ferrara por casamento com Hércules I d'Este, Duque de Ferrara.
Foi a primeira Duquesa de Ferrara, mãe de diversas figuras famosas da Renascença. Foi uma conhecida figura política do seu tempo, sendo regente do Ducado de Ferrara durante a ausência do seu marido.

## Biografia
Leonor era a segunda criança (e primeira filha) num total de seis, nascida do casamento do rei Fernando I de Nápoles e  de sua mulher, Isabel de Clermont.  Desconhece-se pormenores da sua infância como princesa de Nápoles, mas teria sido consorte de Sforza Maria Sforza, um membro da família Sforza, feito duque de Bari por seu pai.

### Duquesa de Ferrara
Leonor casou com Hércules I d'Este em julho de 1473, supostamente o seu segundo marido. O casamento foi bastante celebrado. Hércules tinha fama de “…um governante sem escrúpulos e desonesto”. Ele veio a ser duque de Ferrara em 1471, assumindo o título com a morte de seu meio-irmão, Borso, e governaria até sua morte em 1503.
Ao passar por Roma, em junho de 1473, no seu caminho até Ferrara onde iria casar com o noivo, teve uma recepção grandiosa, só retomando o caminho um mês mais tarde. Dois sobrinhos do Cardeal Rodrigo Borgia receberam-na e saudaram-na. Pretendiam deixar uma boa impressão junto da princesa napolitana. Ela escreveu ao pai que a haviam instalada num deslumbrante apartamento, cujo pote do seu quarto era de prata dourada. Referiu-se ainda a um banquete em sua honra, que durou seis horas, que era uma sucessão de comidas, acompanhada por música, dança e poesia. “Os tesouros da Igreja estão sendo colocados para tal uso”, escreveu ela com espanto em sua carta.  Provavelmente tratar-se-ia de uma ação de charme dos Bórgias, para agradarem à realeza e de, com isso, ganharem mais poder político.
Apesar do temperamento cínico do marido, Leonor terá sido uma esposa presente e dedicada. Ela governou os estados do marido na sua ausência, entre 1482 e 1484, quando da guerra com a República de Veneza.
Dado que crescera na corte de Nápoles, ela familiarizara-se com os conselhos e conhecimento político, demonstrando possuir bastante bom senso.

## Morte
Leonor veio a morrer em 1493, com 43 anos. As circunstâncias da sua morte são desconhecidas, mas durante aquele tempo existia um considerável número de doenças que a poderiam afetar. O seu filho mais velho, Afonso, tinha a mãe como uma das mulheres que ele mais amava, sendo bastante afetado com a sua morte, quando tinha ele dezassete anos. A irmã Beatriz, que ele também adorava, morreu jovem e, desde então, Afonso encarava o casamento meramente como obrigação dolorosa, olhando para a sua noiva, Lucrécia, com pouco interesse.

## Legado
Como figura política, governando no lugar do marido, deu a Leonor grande influência, sendo inspiração para trabalhos como o de Antonio Cornazzano Del modo di regere et di regnare, que lhe é dedicado.  Outra obra foi-he também dedicada Da Ladibus Mulierum (Elogio às Mulheres) de Bartolomeo Gogio. Dado ser alguém de elevado estatuto social e financeiro, Leonor era uma mecenas das artes e da cultura, e os autores destes trabalhos procuravam ganhar proteção e maior favorecimento político.
Leonor era também uma escritora eloquente demonstrando grande coragem política quando escrevia cartas. Daí que na corte de Ferrara houvesse uma atitude positiva em relação ao papel social das mulheres, dadas as influências de mulheres de elevada cultura. é considerado extremamente raro que as mulheres fossem elogiadas pelos seus feitos políticos, o que transformava Leonor num caso raro. A sua natureza mais gentil e intelectual, faziam dela uma governante mais subtil, quando comparada, por exemplo, com o governo mais feroz e impetuoso de Catarina Sforza, que governou Froli em nome do marido. Existe uma ligação entre estas duas mulheres, uma vez que a filha de Leonor, Beatriz, casou na família Sforza. Leonor, juntamente com as suas filhas, em particular Isabel, era considerada representante do novo estatuto da mulher.

## Descendência
Do seu casamento com Hércules I d'Este, Leonor teve seis filhos:
- Isabel (Isabella) (1474–1539), que casou com Francisco II Gonzaga, Marquês de Mantua;
- Beatriz (Beatrice) (1475–1497), que casou com Ludovico Sforza, Duque de Milão;
- Afonso I (Alfonso) (1476–1534), que viria a suceder ao pai e casou com Lucrécia Bórgia;
- Fernando (Ferrante) (1477–1540);
- Hipólito (Ippolito) (1479–1520), cardeal, militar e patrono das artes;
- Sigismundo (Sigismondo) (1480–1524), viveu na sombra dos seus irmãos mais velhos.